# Toast Records
La Toast Records è una casa discografica italiana, associata ad AudioCoop.
Ha sede nel quartiere Cit Turin, a Torino.

## Storia

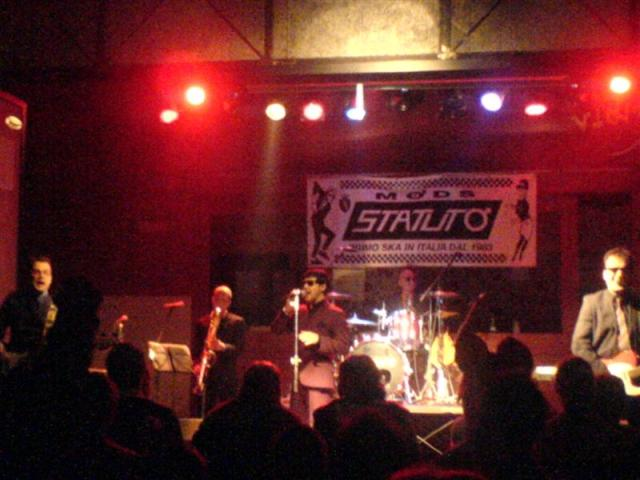
Statuto

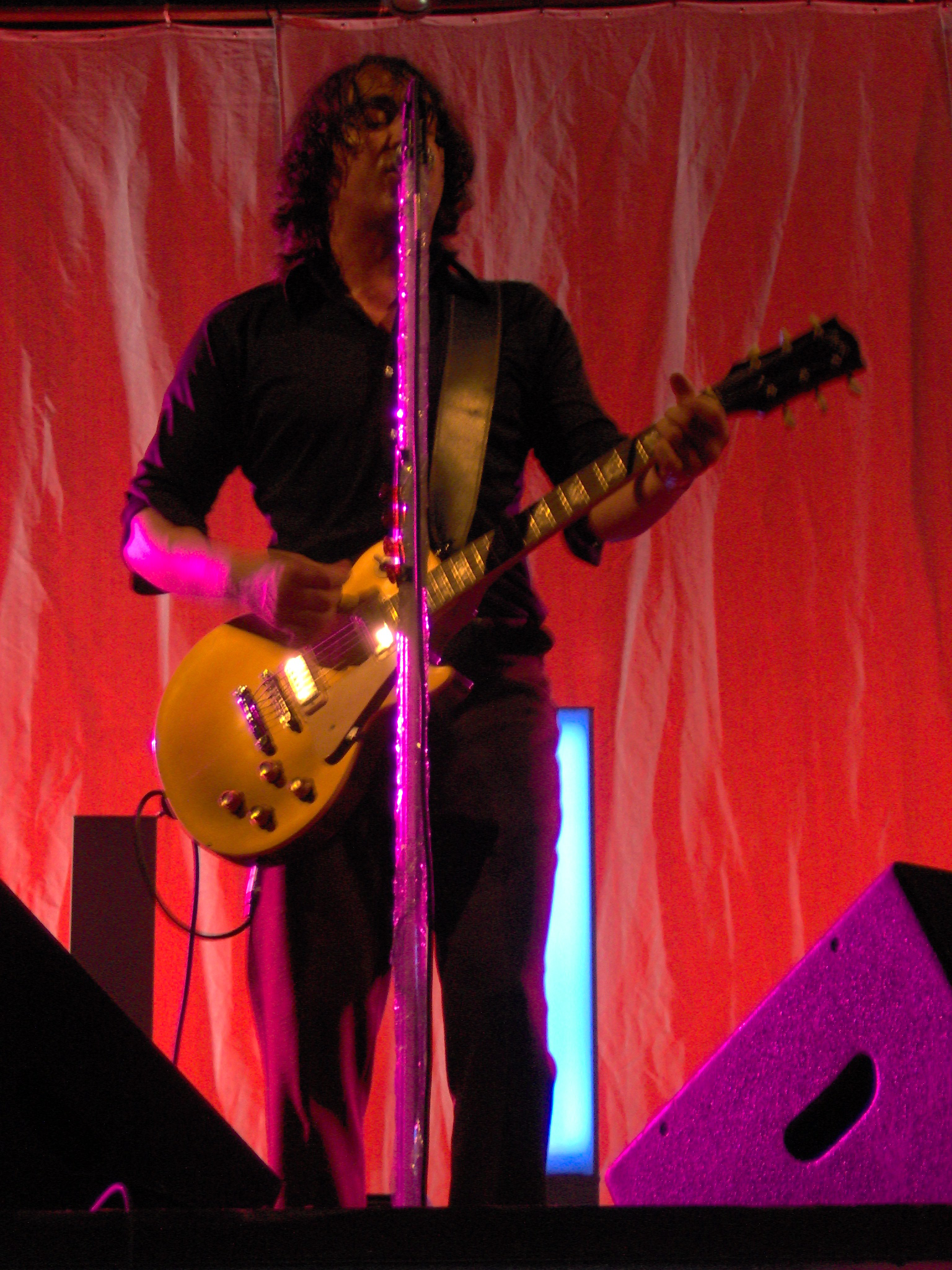
Manuel Agnelli, Afterhours

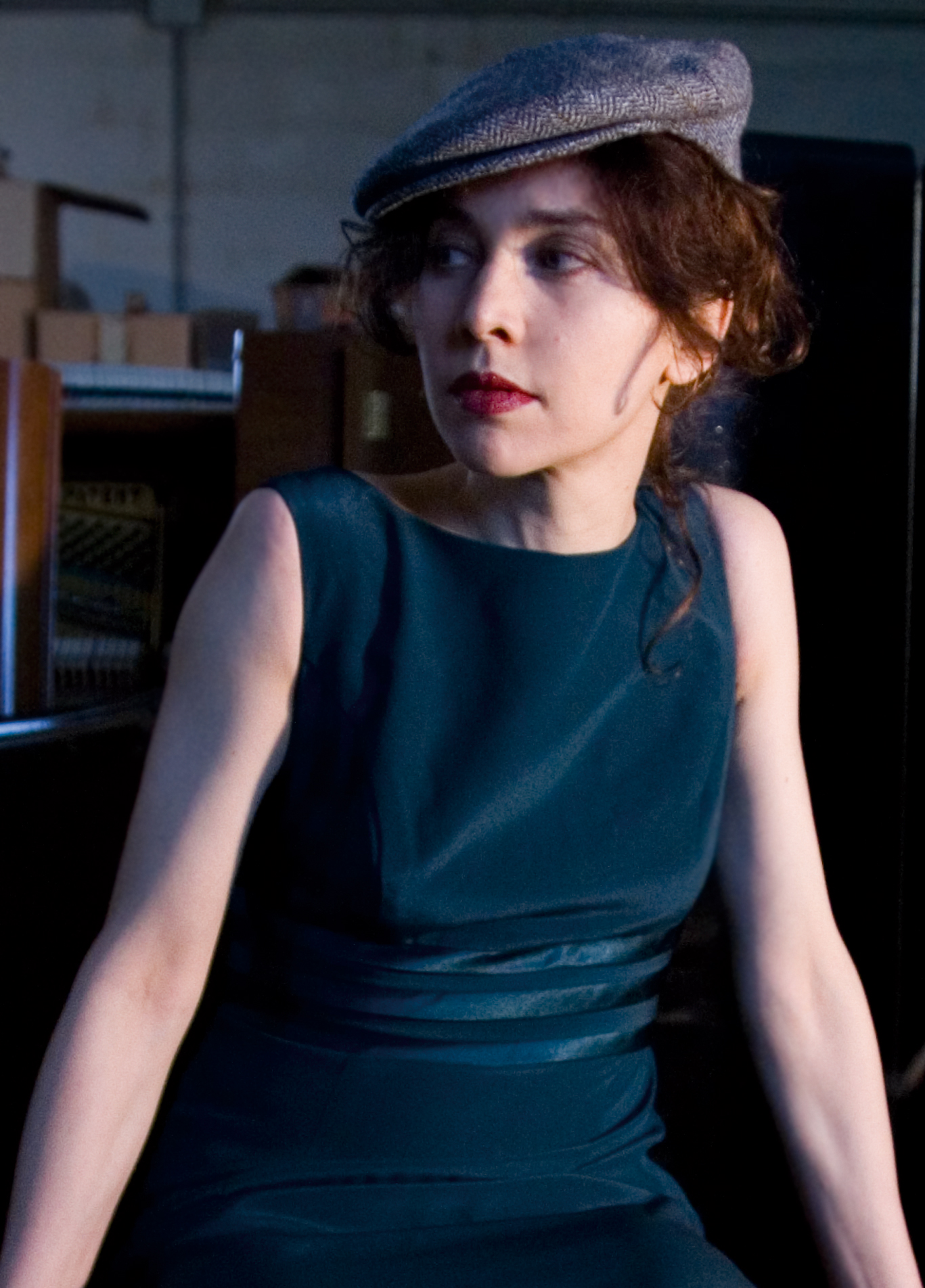
Debora Petrina

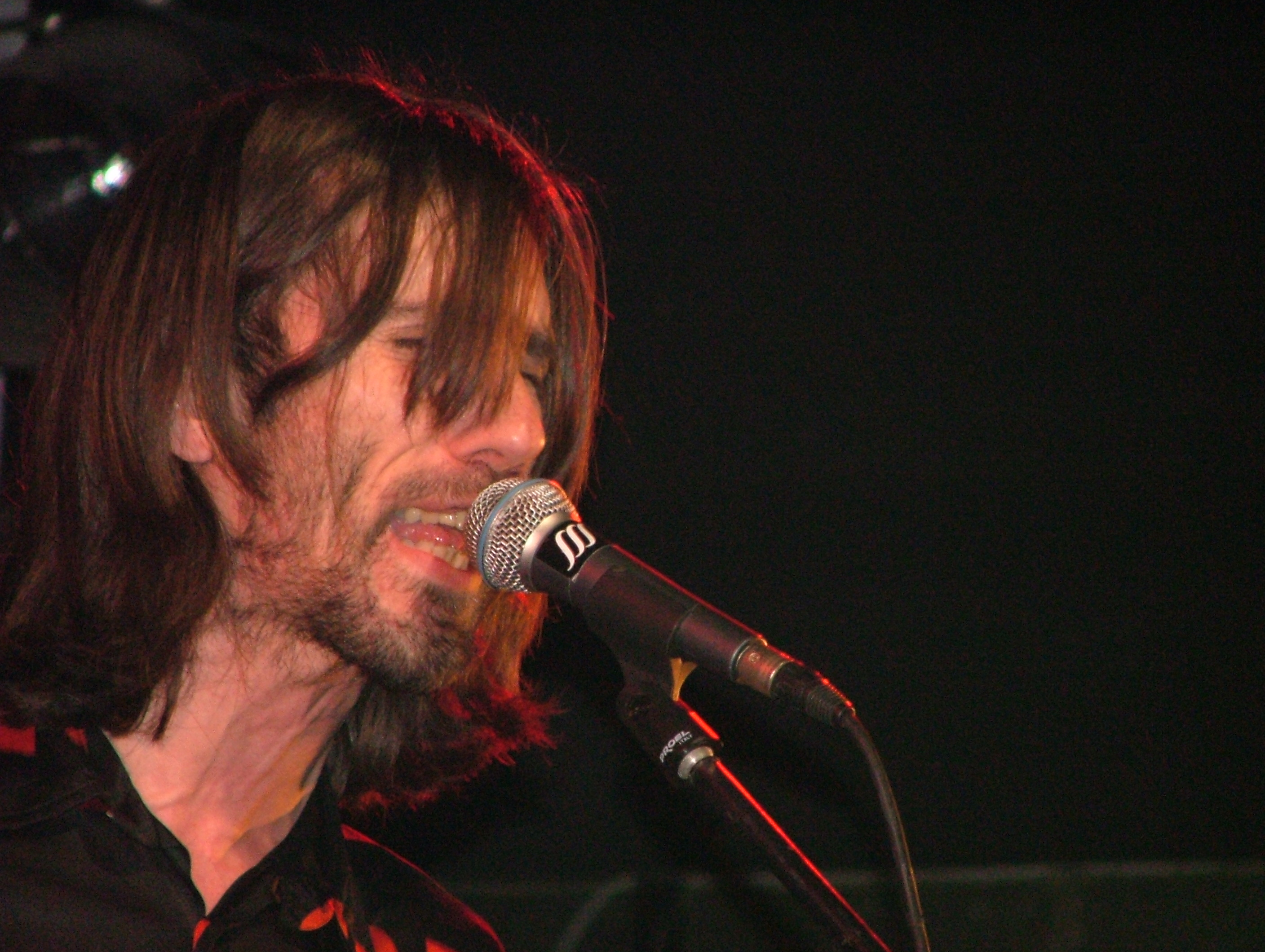
Cristiano Godano, Marlene Kuntz

La Toast Records, fondata da Giulio Tedeschi, nasce a Torino nella primavera del 1985 (dalle ceneri della Meccano Records) per diffondere, promuovere e produrre musica popolare contemporanea italiana.
Nel corso degli anni ha pubblicato materiale sonoro esclusivamente italiano, spaziando tra molteplici generi: rock, beat, psichedelia, demenziale, folk, new wave.
Nel catalogo della label torinese (prodotti e/o distribuiti): Statuto, Afterhours, Massimiliano Casacci (più noto come Max Casacci, futuro chitarrista dei Subsonica), Yo Yo Mundi, Marlene Kuntz, Figli di Guttuso, Powerillusi, Manuel Agnelli, No Strange, Barbieri, Paul Chain, Gang, Officine Aurora, Trenincorsa, Marcello Capra, Fleurs du Mal, Francesco Scalabrino, Jambalaya.

### Toast Records & Spittle
Dal 1986 al 1988 Toast Records collabora con la toscana Spittle di Massimo Currò per coprodurre e distribuire alcuni titoli del nuovo rock italiano, tra cui: Tantra dei THELEMA (LP, 1986), Ash grove primroses di Lenan Sidhe (Mini LP, 1986), Neon Sister Shadow (Mix, 1986), Not Moving Black'n'Wild (Mini LP, 1986), Not Moving Sinnerman (LP, 1986), Not Moving Jesus Loves his Children (Mili LP, 1987), Sandro Oliva & The Blue Pampurio's Aria Malsana (LP, 1987).

### Bom Shankar Evento
Domenica 20 marzo 1988, in un asilo semi-abbandonato in zona La Loggia (nella campagna circostante Torino), viene organizzato dalla Toast Records il Bom Shankar Evento, un free festival privato che dura dall'alba al tramonto. Per l'occasione vengono coinvolti i 4 progetti più significativi dell'area tardo psichedelica italiana dell'epoca. Tutti legati a Toast Records: No Strange (da Torino), Peter Sellers and the Hollywood Party (da Milano), Afterhours(da Milano), Vegetable Men (da Pescara). Pubblico composto da pochissimi, selezionati, invitati. Due roadies per i lavori di fatica. Immagini ufficiali curate dal rock fotografo Massimo Setteducati. I live vengono registrati da uno studio mobile "pilotato" da Massimiliano Casacci. Una parte di questo materiale verrà poi edito sulla compilation Oracolo.

### Un assaggio di Toast
Nell'autunno del 1988 la Toast Records, con la collaborazione delle Edizioni Progetto di Vercelli, pubblica Un assaggio di Toast, mini-album fotografico che raccoglie alcune decine di scatti in bianco & nero del torinese Massimo Setteducati. Protagonisti dei ritratti, svariati artisti legati all'epoca alla Toast, tra cui: Statuto, Afterhours, Vegetable Men, Powerillusi, Difference, Peter Sellers and The Hollywood Party, No Strange. Introduzione firmata da Giulio Tedeschi.

### Moska Records
Nell'arco dei decenni Toast Records ha creato e supportato alcune etichette parallele. La più nota e attiva di esse fu la ternana Moska Records, coordinata localmente da Fabio Scipioni, che oltre alla distribuzione si dedicò alla produzione della punk band Warhead pubblicando nell'86 il mini-album "The Black Radio", nel 1987 il 45 giri "X Mas Bop" con la partecipazione straordinaria di Paul Chain e l'anno dopo il sette pollici "One more time in the jail"

### Punto Zero (audiorivista)
(Andrea Tinti, "Punto Zero Story", Rockerilla n.142, giugno 1992, pag. 75)
(John Vignola, "Punto Zero, la discoteca di Babele", Rockerilla n.206, ottobre 1997, pag. 74)
25 numeri tra il 1990 ed 1995 (rivista + album in vinile).Tra i quasi 100 progetti musicali pubblicati: Statuto (P.Z 1), Afterhours, Max Casacci (Punto Zero 2), No Strange (Punto Zero 3), Paul Chain (Punto Zero 5/6), Starfuckers (Punto Zero 7), Pankow (Punto Zero 8), Marlene Kuntz (Punto Zero 9/10), Incontrollabili Serpenti (Punto Zero 11/12), Klasse Kriminale (Punto Zero 13/14),  ACTH, Kenze Neke (Punto Zero 15), Gang (Punto Zero 16/17), Fleurs du Mal (Punto Zero 21/22/23).
In allegato a Punto Zero 13/14 il pieghevole: Toccatevi l'amore è cieco (prima, unica e brevissima storia del rock in Italia 1958-1993) di Giulio Tedeschi. Suddiviso in 5 brevi capitoli (1958/1969 - 1970/1975 - 1976/1979 - 1980/1992 - 1993) ripercorre telegraficamente i fatti salienti del rock italiano sino al 1993. In quarta di copertina, particolare del racconto a fumetti Morning Glory di Stefano Tamburini a cui è dedicato il lavoro.

### Buone Nuove Dal Suono
Nel 2015 per celebrare i 30 anni di attività di Toast Records, vieni distribuito in tiratura limitata un tributo alla label intitolato "Buon Nuove Dal Suono". Il mini libro raccoglie gli interventi di svariati musicisti, produttori e giornalisti del settore musicale, tra cui: Max Casacci, Michael Pergolani, Vittore Baroni, Federico Guglielmi, Gianni Maroccolo, Vito Vita (autore della postfazione)

### Premio Toast
(Loris Furlan "Premio Toast per proposte strumentali", Il Mucchio n.590, 7/13 settembre 2004, pag. II inserto "Fuori dal Mucchio")
Ideato nell'autunno del 2001 da Giulio Tedeschi e promosso dalla Toast Records con l'iniziale e determinante appoggio del MEI (Meeting delle Etichette Indipendenti) il Premio Toast è rivolto a tutti i musicisti, gruppi e progetti che esprimono la loro creatività attraverso la pura espressione strumentale. Tra i premiati, Max Casacci, Slivovitz, Ciccio Merolla.

#### Wanted Primo Maggio
Wanted Primo Maggio, progettato da Toast Records nel 2011 per festeggiare in musica la Festa dei Lavoratori, è un Festival Contest che annualmente, dopo un tour italiano, si conclude a Torino con un concertone che raccoglie ad Hiroshima Mon Amour sia giovani musicisti che band indipendenti. Negli ultimi anni all'evento si è aggiunto anche un reading di nuova poesia italiana.

## Critica
Simone Stopponi (sommelier professionista, musicista, giornalista part-time) sul periodico Rockit Mag accosta la Toast Records al noto vino piemontese Barbera, chiudendo il suo articolo descrivendo la label torinese come: «[...] duratura, integra e genuina, perfetta da abbinare a quel vino rosso rubino brillante, dai sentori di frutta [...]».
Altri critici musicali hanno così definito la Toast Records:
(Alberto Campo Nuovo? Rock?! Italiano, Giunti 1996)
(Simone Stopponi Rockit Mag, giugno 2003)
(Paolo Ferrari La Stampa, 12 aprile 2007)

## Premi e riconoscimenti
Il 12 febbraio 2005 a Bologna, Giordano Sangiorgi, durante l'assemblea di AudioCoop (coordinamento delle Etichette indipendenti italiane) riconosce alla Toast Records una targa che celebra i 20 anni di attività della label torinese.

## Discografia parziale

### LP
| Anno | Interprete                                                                                       | Titoli                           |
| ---- | ------------------------------------------------------------------------------------------------ | -------------------------------- |
| 1985 | No Strange                                                                                       | No Strange                       |
| 1985 | Party Kidz                                                                                       | Shock Treatment                  |
| 1986 | Carl Lee & The Rhythm Rebels                                                                     | Carl Lee & The Rhythm Rebels     |
| 1986 | Screaming Floor                                                                                  | Village And Woodlands            |
| 1986 | The Act                                                                                          | Dreams aren't useful             |
| 1987 | No Strange                                                                                       | L'universo                       |
| 1988 | Afterhours                                                                                       | All the Good Children Go to Hell |
| 1988 | Statuto                                                                                          | Vacanze                          |
| 1989 | No Strange, Afterhours, Massimiliano Casacci, Vegetable Men, Peter Sellers, Ghigo Agosti e altri | Oracolo                          |
| 1988 | Screaming Floor                                                                                  | Bridge Of Ashes                  |
| 1989 | Vegetable Men                                                                                    | It's time to change              |
| 1989 | Statuto                                                                                          | Senza di lei                     |
| 1993 | Incontrollabili Serpenti                                                                         | Incontrollabili serpenti         |
| 1993 | Barbieri                                                                                         | Mondi diversi                    |
| 1994 | Fleurs du Mal                                                                                    | Indian-world                     |

### 7"
| Anno | Interprete       | Titoli                                            |
| ---- | ---------------- | ------------------------------------------------- |
| 1986 | No Strange       | Fiori risplendenti/White bird                     |
| 1987 | Gli Avvoltoi     | Questa notte/Un uomo rispettabile/Era un beatnick |
| 1988 | Vegetable Men    | Van Gogh's blues blu bus/It's a reflex            |
| 1988 | Afterhours       | My bit boy/To win or to destroy                   |
| 1991 | Figli di Guttuso | Il sesso del dj/Extranea/Animali                  |
| 1993 | Eridania         | Na storia da conté/Fin ch'a tomba il cel          |

### CD
| Anno | Interprete                                       | Titoli                      |
| ---- | ------------------------------------------------ | --------------------------- |
| 1995 | Fleurs du Mal                                    | 3                           |
| 1998 | No Strange                                       | Medusa                      |
| 1998 | Marcello Capra                                   | Danzarella                  |
| 1999 | Steve Sperguenzie & the Incredible Lysergic Ants | 5 Investigators             |
| 1999 | Gianni Milano                                    | Uomo Nudo                   |
| 2000 | OfficineAurora                                   | Appunti per una nuova vita  |
| 2002 | Karmablue                                        | Erratico Estatico           |
| 2004 | Roulette Cinese                                  | Che fine ha fatto Baby Love |
| 2007 | Trenincorsa                                      | La Danza dei sogni          |
| 2008 | Francesco Scalabrino                             | Cattivi Pensieri            |
| 2009 | Jambalaya                                        | Quando vola lo struzzo      |
| 2009 | Lef                                              | Mostri                      |
| 2013 | Lef                                              | Doppelganger                |
| 2015 | Subà                                             | 22:22                       |
| 2016 | Luigi Tempera                                    | Up and Down                 |

### Special Edition CD
| Anno | Interprete                                                    | Titolo              | Formato                          | Note         |
| ---- | ------------------------------------------------------------- | ------------------- | -------------------------------- | ------------ |
| 2003 | Subsonica, Afterhours, Nada, Claudio Rocchi ecc.              | Radio pirata        | CD/album                         | con MEI 2003 |
| 2003 | Statuto, Fiamma, Nobraino, Reggae Ambassadors, ecc.           | Mei Day             | CD/album (ad uso promozionale)   | con MEI 2003 |
| 2006 | Mistertokio                                                   | La Radio            | CD/singolo (ad uso promozionale) | con MEI 2006 |
| 2010 | Jambalaya, Debora Petrina, Sara Loreni, Angelica Lubian, ecc. | Il premio dei premi | CD/album (ad uso promozionale)   | con MEI 2010 |

#### Produzioni Virtuali
Svariate le produzioni che vengono proposte e distribuite esclusivamente in rete. Tra queste: Ema Olly "Icarus" (Ep, 2015), OfficineAurora "Anna in piano sequenza" (Ep, 2017), The Five Faces "Tempi modesti" (Ep, 2017) e la compilation "Purgatorio Rock" (Album, 2018).